# Tamopsis mallee
Tamopsis mallee är en spindelart som beskrevs av Baehr 1989. Tamopsis mallee ingår i släktet Tamopsis och familjen Hersiliidae. Inga underarter finns listade i Catalogue of Life.